# Blod, Sved og Springskaller
Blod, Sved og Springskaller er en dansk Tv-serie fra 2007. 

## Handling
Serien tager udgangspunkt i Dansk Pro Wrestling, men følger primært formanden Daniel Grønaa, DW-mesteren Kim Tinning også kendt som Chaos, næstformanden Mr. Pay Per View, og den håbefulde wrestling lærling Sidney Lee, der drømmer om at wrestle i Japan en dag. Serien havde et gennemsnits seertal på 50.000.

## Episoder
- Episode 1: I episode 1 introduceres vi for de 4 hovedpersoner, og Sidney Lee får sin første træning hos Dansk Wrestling, Mr. Pay Per View vil forsøge at overtage DW fra Daniel og wrestlerne laver show i Langå.
- Episode 2: Daniel, Mr. Pay Per View og Chaos er i DR-Byen for at sælge et forslag om et live show på DR2, Sidney øver sin moves på sin kammerat og wrestlerne laver show ved Fredericia Hardcore Festival.
- Episode 3: Der er storvask i Dansk Wrestling. Mr. PPV stiller op til valget om ny formand i foreningen, og vinder afstemningen, til stor ærgrelse for Daniel. Samtidig er Daniel, Chaos og den amerikanske wrestler Cannonball Grizzly i London for at stifte Premier Wrestling League.
- Episode 4: Sidney Lee skal til try-out. Det går rigtig skidt, og DW dumper ham som wrestler. Samtidig går PWL's første show af stablen i Esbjerg.
- Episode 5: Der afholdes endnu engang show i Langå, Chaos forsvarer titlen i en historisk kamp mod Raptor og Tank vinder en 1st contender kamp og skal dermed møde Chaos om titlen til TV-showet. Vi følger de to wrestleres træning og ser lidt til Chaos' familie.
- Episode 6: Næsten live fra Fredericia Idrætscenter kunne Dansk Wrestling byde velkommen til årets største wrestlingevent med stjerner som Kool Krede, highflyeren Raptor og den 180 kg tunge Cannonball Grizzly. I finalekampen satte Chaos sit elskede mesterskabsbælte på spil mod udfordreren Tank og tabte. Derved har Danmark fået en ny danmarksmester i Wrestling – nemlig Tank.